# Maria Stuart (1959)
Maria Stuart ist die 1959 geschaffene Aufzeichnung des Deutschen Fernsehfunks einer Studioinszenierung von Hannes Fischer nach einem Trauerspiel von Friedrich Schiller aus dem Jahr 1800.

## Handlung
Da es sich hier um eine Schauspielinszenierung handelt, siehe: Maria Stuart.

## Produktion
Die Erstausstrahlung der Aufzeichnung erfolgte einen Tag nach dem Todestag (9. Mai 1805) Friedrich Schillers, am 10. Mai 1959 im Programm des Deutschen Fernsehfunks. Mit dieser repräsentativen Eigeninszenierung wollte der Sender des großen Dichters der deutschen Klassik, anlässlich seines 200. Geburtstags im Jahr 1959, gedenken.
Für die Dramaturgie war Maximilian Jäger verantwortlich. Das Szenenbild und die Kostüme schuf Erich Geister.

## Kritik
Erwin Reiche schreibt in der Berliner Zeitung, dass es vom Ernst und Können des Regisseurs zeugt, wie er das brausende Strömen des effektvollen Klassikers als Kammerspiel einfing, die Dramatik akustisch und optisch verdichtete und mit hervorragenden Schauspielern anschaulich machte.